# Палац Кросновських (Тернопіль)
Палац Кросновських — втрачена історична будівля, яка розташовувалася у селі Загребеллі (нині частина Тернополя) на Тернопільщині.

## Історія та відомості
Збудований у XIX ст. Мартином-Вінсентієм Кросновським на правому березі річки Серет на пагорбі, що височить над річковою долиною (в районі сучасних вулиць Назарія Яремчука, Дружби та Миру).

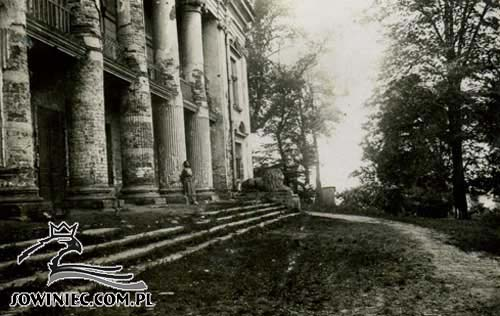
Палац у 1917 році

Фасад будинку прикрашали високі колони, з боків головного входу знаходилися скульптури левів у натуральну величину. Коло палацу було споруджено костел. Навколо палацу було розбито великий парк. Під замком, в річковій долині знаходився великий іподром.
У 1869 р. палац перейшов у власність Орловських, а згодом — Радзивилів.
З 1890 р. маєток належав Чартковським-Голейовським. Після Першої світової війни вони палац передали Рільничій школі, яка функціонувала в ньому до 1930-х років.
Зруйнований в 1950—1960 рр. XX ст.